# Sośnicowice
Sośnicowice (německy Kieferstädtel) jsou město v jižním Polsku ve Slezském vojvodství v okrese Glivice, sídlo stejnojmenné gminy, která zahrnuje rovněž osm okolních vesnic. Leží na historickém území Horního Slezska na okraji katovické konurbace, západně od Hlivic. S 1 958 obyvateli v roce 2023 se jedná o nejmenší městečko v celém vojvodství. 
Od roku 2013 jsou Sośnicowice oficiálně dvojjazyčné – vedle polštiny je zde úředním jazykem i němčina. Německou národnost uvedlo při sčítání lidu v roce 2021 6,3 % obyvatel.

## Název
Název města souvisí s výrazem sosna, tedy borovice. Ta se vyjímá i ve městském znaku. Sośnicowice jsou ze tří stran obklopeny lesy, které patří k takzvanému ochrannému plášti hornoslezské průmyslové oblasti. 

## Historie
Městečko bylo založeno během středověké velké kolonizace, první písemná zmínka pochází z roku 1305. V rámci Opolského knížectví bylo původně součástí Koruny království českého a Habsburské monarchie. Po slezských válkách připadlo Prusku a v německém státě setrvalo do konce druhé světové války, kdy bylo přičleněno k socialistickému Polsku. Tehdy Sośnicowice přišly o status města, který získaly zpět v roce 1996.
Mezi památky Sośnicowic patří barokní zámek postavený na podnět Karla Josefa von Hoditze v roce 1755, v němž nyní sídlí ústav pro mentálně postižené, farní kostel svatého Jakuba (1786–1794) a několik měšťanských domů z 19. století. Okolo města vede Sośnicowická stezka.

## Doprava
Městečko leží stranou hlavních silničních a železničních tahů. Prochází tudy okresní silnice z Hlivic do města Kandřín-Kozlí. Místní autobusová doprava zajišťující spojení v rámci gminy (na dvou linkách) a také s Hlivicemi (další dvě linky) je součástí integrovaného systému katovické aglomerace (Zarząd Transportu Metropolitalnego, ZTM).

## Partnerská města
- Linden, Německo
- Loučná nad Desnou, Česká republika